# OT–64 SKOT
Az OT–64 SKOT (csehül: Střední Kolový Obrněný Transportér, lengyelül: Średni Kołowy Opancerzony Transporter) csehszlovák–lengyel fejlesztésű úszóképes, gumikerekes páncélozott személyszállító jármű, amelyet az 1950-es évek végén, az 1960-as évek elején fejlesztettek. 1959-ben készült el az első prototípus, majd 1964-ben rendszeresítették a Csehszlovák Néphadseregben és a Lengyel Néphadseregben. A harcjármű gyártása Lengyelországban, a lublini FSC-nél folyt, de egyes részegységeket, mint pl. a Tatra motort és a Praga váltót Csehszlovákiában gyártották. A sorozatgyártás az 1970-es évek elején fejeződött be, addig kb. 4500 darabot állítottak elő a típusból, ennek a mennyiségnek a harmadát exportálták. A jármű több közel-keleti, ázsiai és afrikai helyi háborúban is bevetették.  A 2000-es évek elején az OT–64 jelentős átalakításával és modernizálásával fejlesztették ki Lengyelországban KTO Ryś páncélozott szállító járművet több feladatkörre és változatban, de a típusból csak prototípusok készültek.

## Története
A második világháborús német Sd.Kfz. 251-n alapuló OT–810 féllánctalpas  páncélozott szállító jármű utódjának szánt új harcjármű fejlesztését 1959-ben kezdték el Csehszlovákiában a Tatra autógyárban. Ezt azonban többéves előzetes tervezési folyamat zajlott, amelynek során kialakult a jármű koncepciója. 1958-ban hagyták jóvá a harcászati és műszaki követelményeket. Ekkor véglegesült az a követelmény is, hogy a jármű úszóképes legyen a jármű. Az előkészületek azonban vontatottan haladtak, közben más párhuzamos projektek is futottak, pl. a szovjet BTR–50 csehszlovák licencváltozatának megszervezése, ami végül OT–62 TOPAS néven valósult meg. A fejlesztéssel a Praga autógyárat bízták meg, ez később, 1961-ben egyesült az Avai autógyárral és Letňany Autógyár néven működött. A járműhöz a Tatra T–138-as tehergépkocsi és a fejlesztés alatt álló Praga S–360-as terepjáró prototípusának több részegységét is felhasználták (az S–360 tervék később törölték és nem valósult meg).
Az első prototípus 1960. május 30-re készült el. Ez a példány még kazánlemezekből készült. Az első prototípussal 1960. június 1. és december 31. között folytattak gyári teszteket, ezek alapján a jármű alapvetően megfelelt a műszaki követelményeknek. 
1961-ben további prototípusokat is készítettek, ezeket abban az időben S–260 típusjelzéssel ismerték. 1960 augusztusában vizsgálták a páncéltest lövészfegyverekkel szembeni védelmét. Ennek során pisztolyból, karabélyból, könnyű és nehéz géppuskákból adtak le lövéseket a páncéltestre. A lövészeti tesztek több hiányosságot tártak fel, ezért egy negyedik, módosított prototípust építettek. Ennél egyes részeken növelték a páncéllemezek dőlésszögét és a vastagságát. Ezzel 1961-ben újabb lövészeti teszteket végeztek, ahol a páncéltest már megfelelőnek bizonyult.
A harcjármű iránt Lengyelország is érdeklődött, majd hamarosan megállapodás születtt a két ország között a közös gyártásról. Létrejött egy közös lengyel–csehszlovák bizottság a projekt felügyeletére és a gyártás megszervezésére.